# محمودآباد (بخش مرکزی نی‌ریز)
محمودآباد روستایی در دهستان رستاق، بخش مرکزی شهرستان نی‌ریز در استان فارس است.
جمعیت این روستا در سال ۱۳۸۵، ۲۹۱ نفر بوده‌است.